# Orte (Latium)
Orte ist eine italienische Gemeinde in der Provinz Viterbo in der Region Latium mit 9087 Einwohnern (Stand 31. Dezember 2023).

## Geographie

Lage der Gemeinde Orte in der Provinz Viterbo

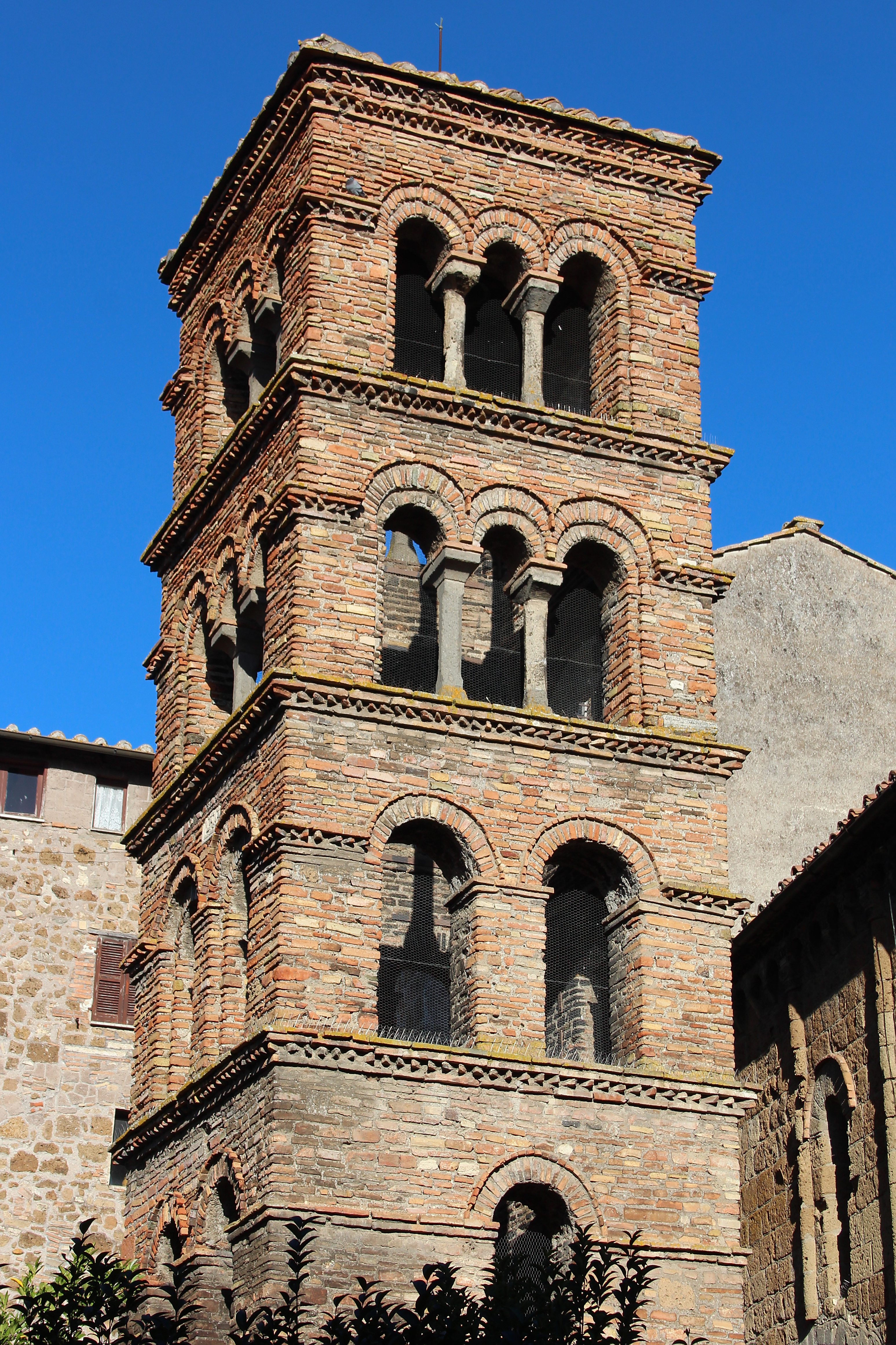
Der Campanile der Kirche San Silvestro

Orte liegt im Tal des Tiber etwa 65 km nördlich der Hauptstadt Rom und etwa 25 km östlich der Provinzhauptstadt Viterbo.
Einwohnerstärkster Ortsteil ist Orte Scalo (50 m s.l.m.) mit etwa 2700 Einwohnern, gefolgt von Caldare (56 m s.l.m.) mit etwa 220 Einwohnern. Im Hauptort (132 m s.l.m.) leben etwa 3500 Einwohner.
Die Nachbargemeinden sind Amelia (TR), Bassano in Teverina, Gallese, Giove (TR), Magliano Sabina (RI), Narni (TR), Otricoli (TR), Penna in Teverina (TR) und Vasanello.

## Geschichte
Die Gemeinde geht auf eine Stadt der Etrusker zurück, die vermutlich Hurta hieß. In römischer Zeit hieß die Stadt Horta oder Hortanum.
Auf den erloschenen Bischofssitz mit der früheren Kathedrale Santa Maria Assunta geht das Titularbistum Hortanum zurück.

## Bevölkerung
| Jahr | Bevölkerung |
| ---- | ----------- |
| 1871 | 3521        |
| 1901 | 5024        |
| 1921 | 5912        |
| 1951 | 8045        |
| 1971 | 7971        |
| 1991 | 7820        |
| 2001 | 7781        |

## Politik
Maria Virginia Rizzo übt seit dem 30. April 2021 das Amt der Bürgermeisterin aus.

## Sehenswürdigkeiten
- Santa Maria Assunta, Pfarrkirche am Piazza della Libertà im Ortskern.
- Sant’Agostino, Kirche im Ortskern, entstand im 13. Jahrhundert.[4]
- San Francesco, Kirche im Ortskern, die 1695 in der Contrada Sant’Angelo aus der Kirche Sant’Angelo entstand und ihren Namen durch den anliegenden Konvent der Franziskaner erhielt.[5]
- San Pietro, Kirche im Ortskern, entstand im 15. Jahrhundert.[6]
- Porta San Cesareo, Wehrtor der Stadtmauern, im Osten der Verteidigungsanlage Richtung Tiber gelegen und dem Caesarius von Terracina gewidmet.
- Santissima Trinità, Kirche und Einsiedelei aus dem 15. Jahrhundert kurz südlich des Ortskern.
- San Bernardino, ehemaliger Konvent kurz südlich des Ortskern. Entstand 1463 und ist seit 1994 verlassen.[7]

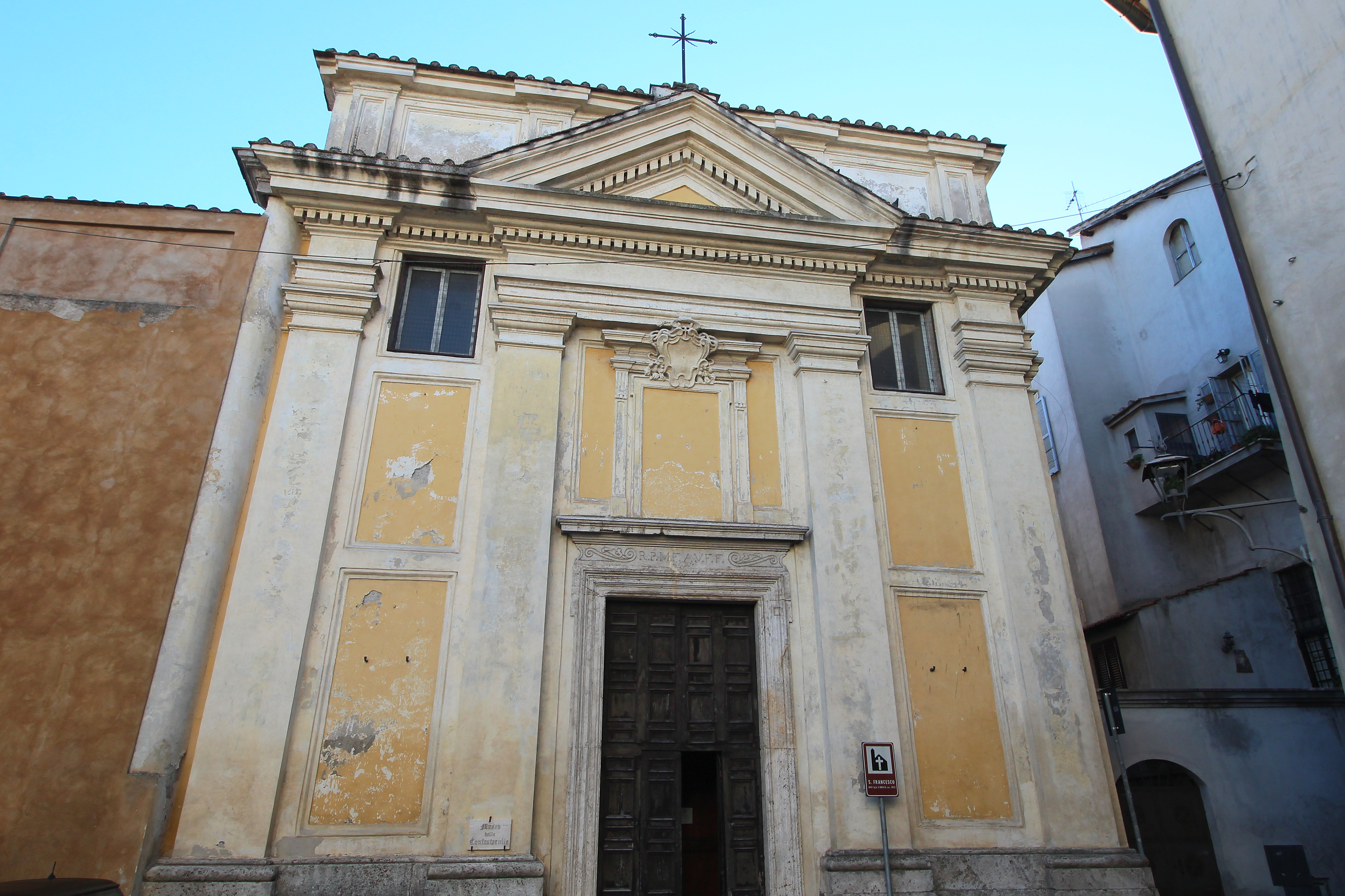
Die Kirche San Francesco in der Altstadt
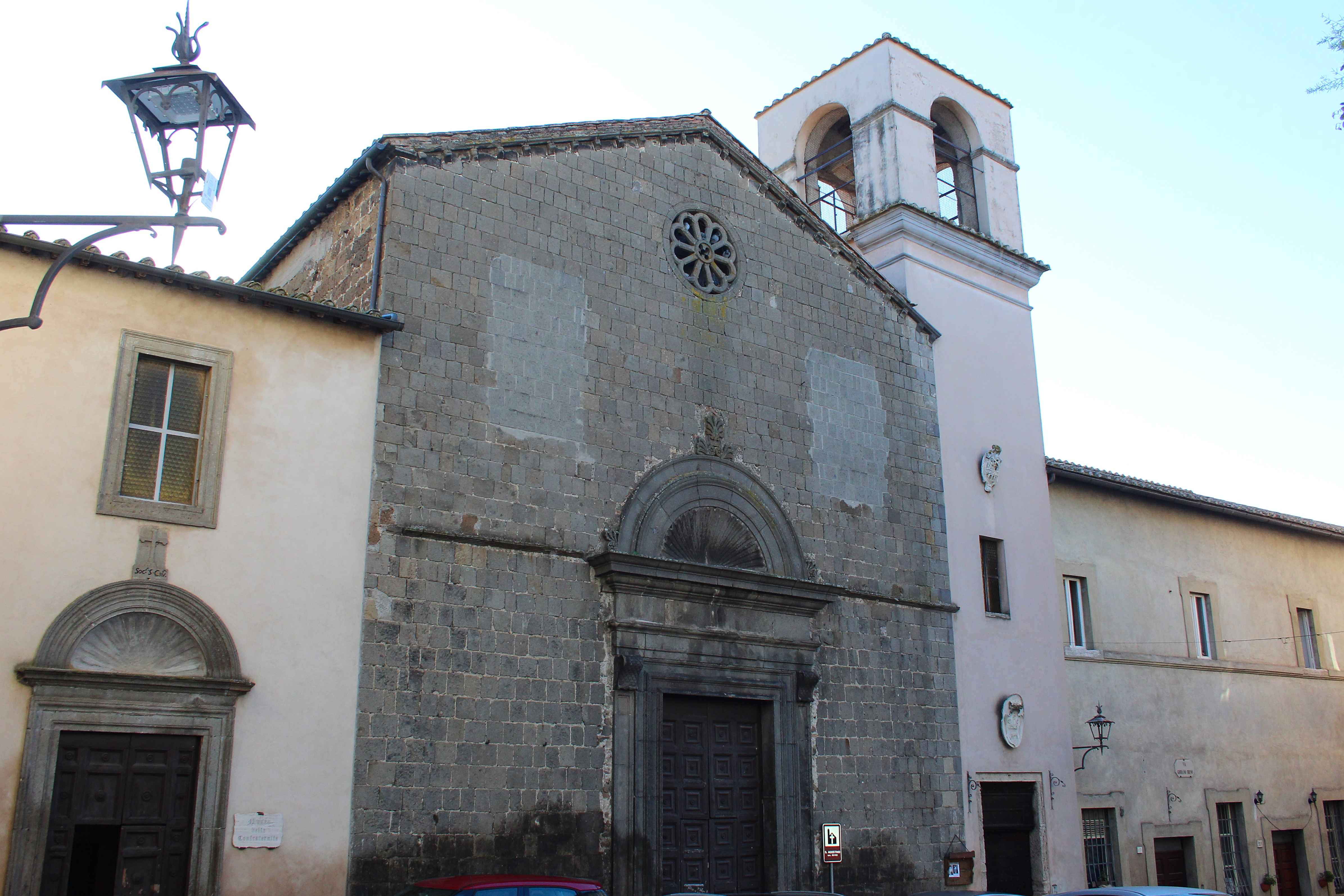
Sant’Agostino, Kirche in der Altstadt
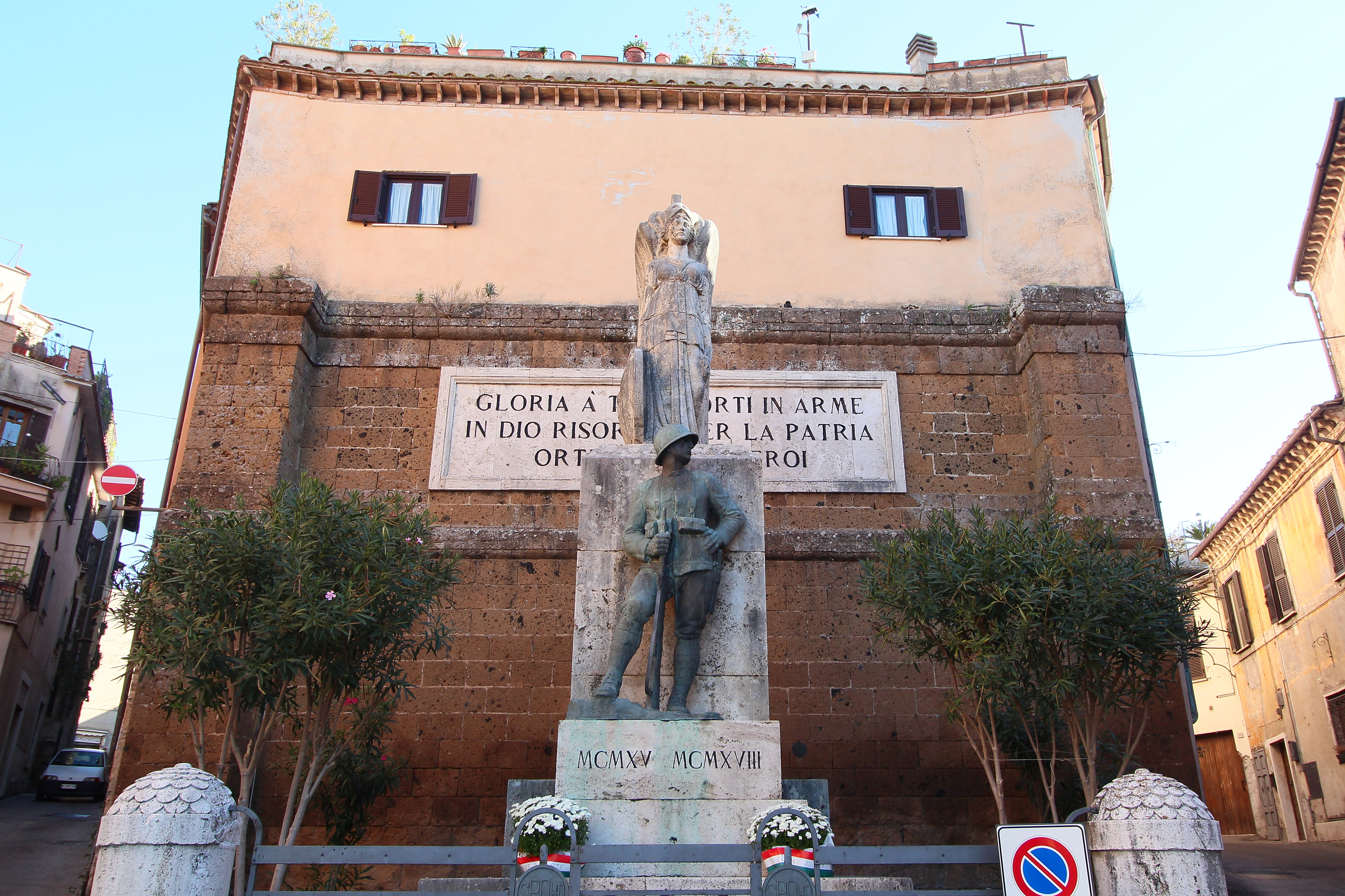
Gefallenendenkmal für die Gefallenen des Ersten Weltkrieges
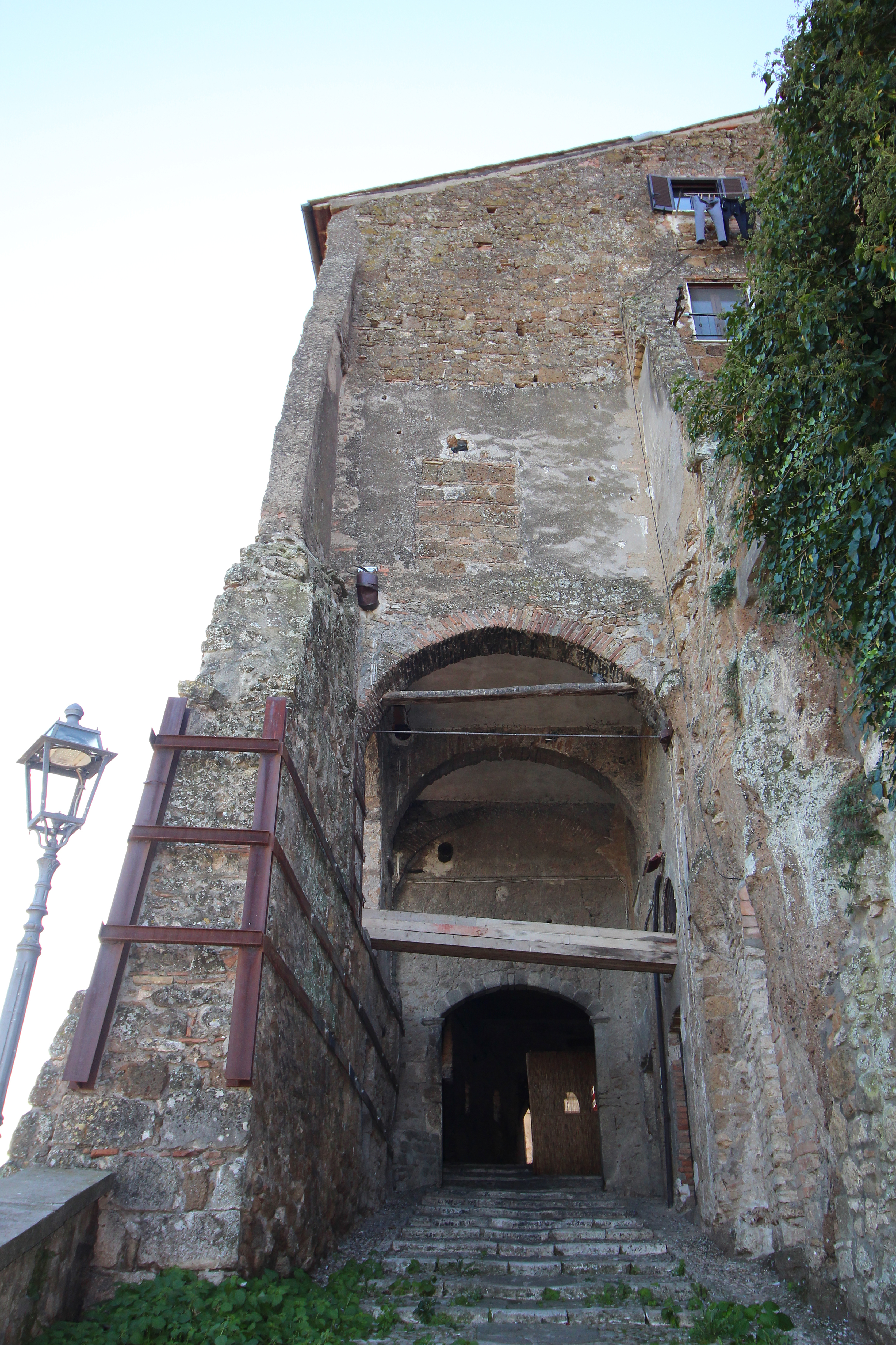
Tor der Stadtmauern, Porta San Cesareo
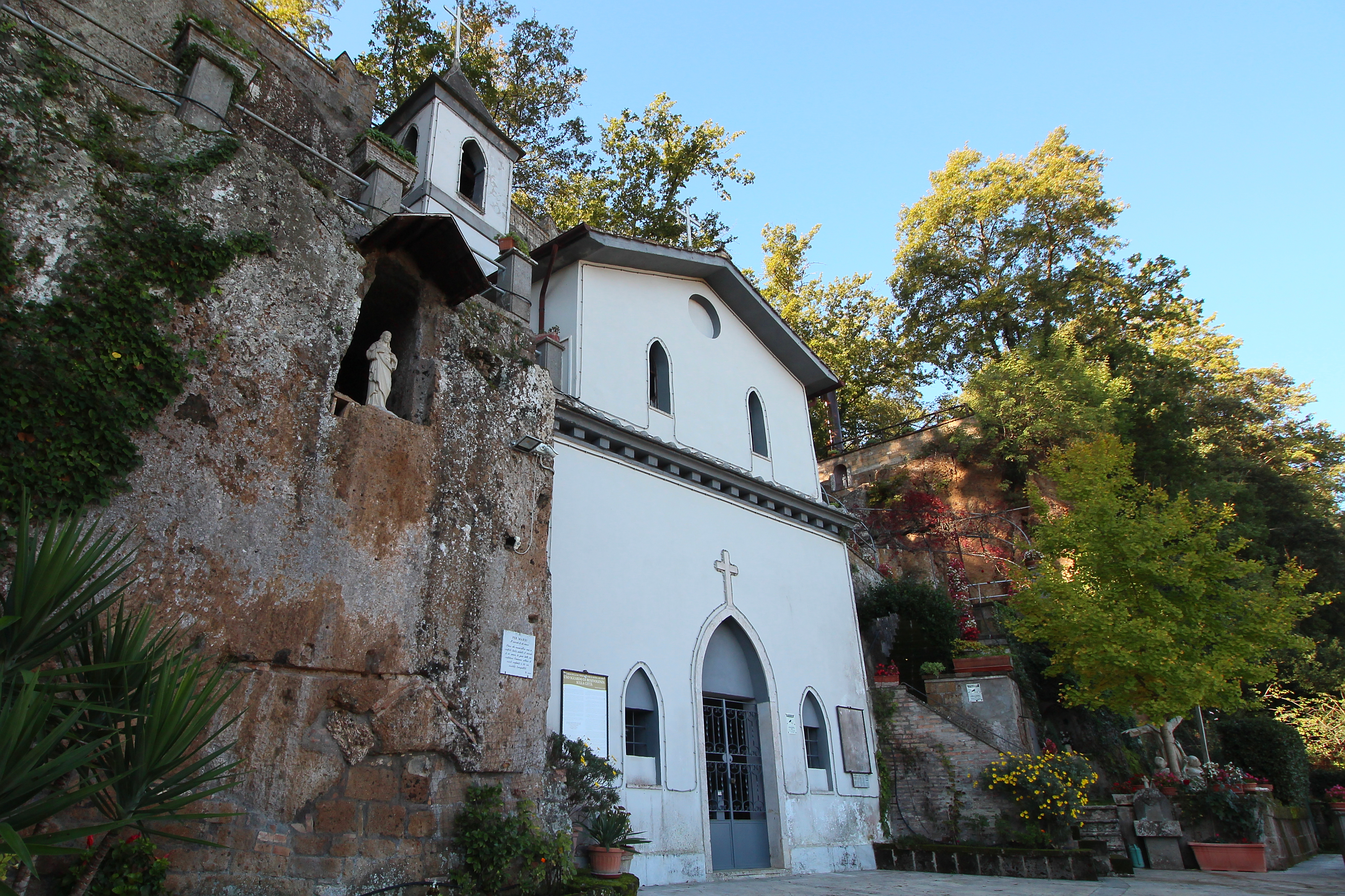
Einsiedelei Santissima Trinità, südlich der Altstadt
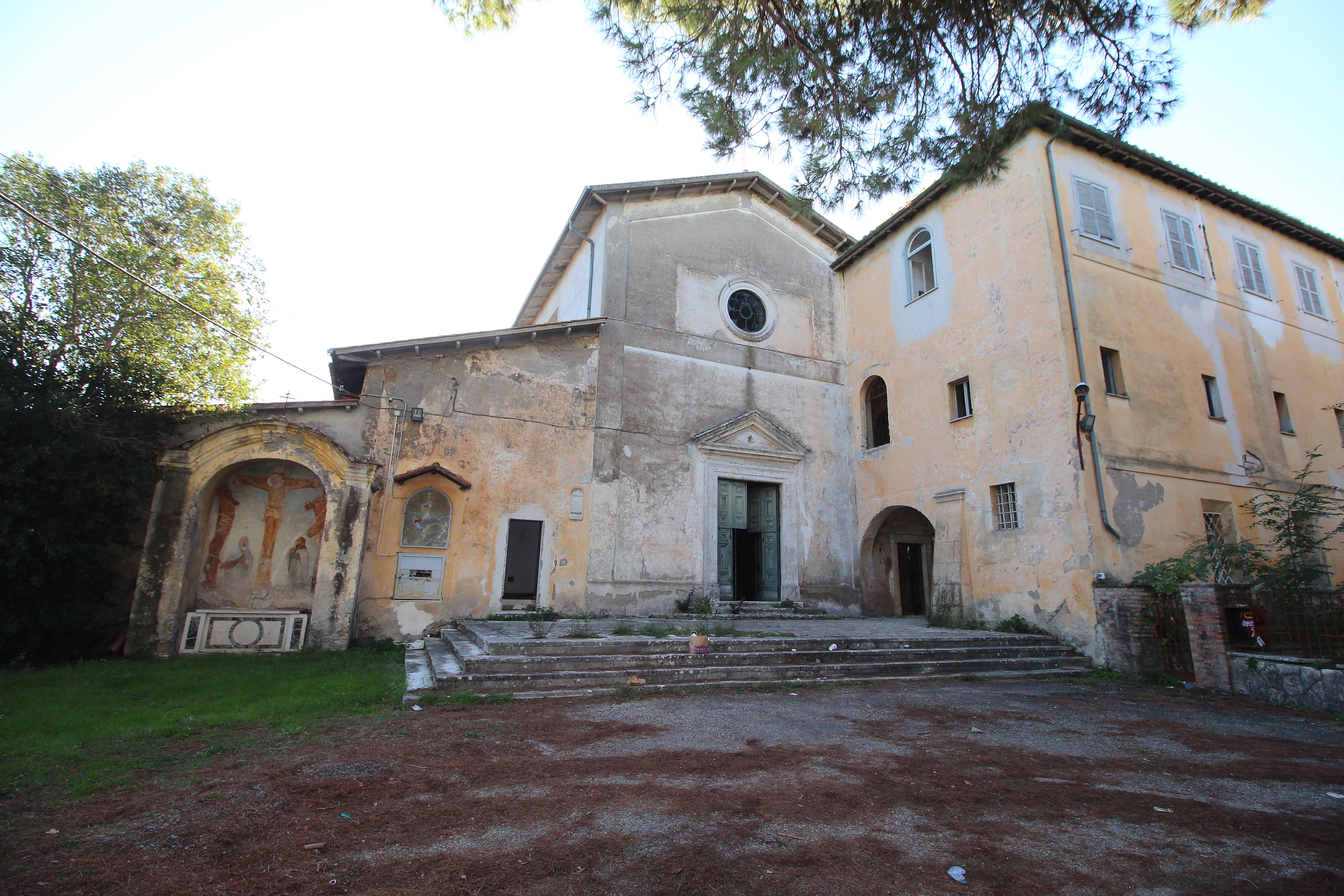
Konvent San Bernardino, südlich der Altstadt

## Verkehr
Orte liegt an der Autostrada del Sole, an den Europastraßen 35 und 45 sowie an der Schnellstraße 204; außerdem besitzt es einen Bahnhof an der Bahnstrecke Florenz–Rom. Dieser gehörte zu denjenigen 103 Bahnstationen, die zwischen 2001 und 2018 wegen ihrer Bedeutung von einer eigenen Tochter der Ferrovie dello Stato verwaltet und erhalten wurden (Centostazioni S.p.A.). Diese Gesellschaft wurde 2018 in den FS-Betriebsteil Rete Ferroviaria Italiana (RFI) eingegliedert. Täglich halten in Orte ca. 145 Züge, darunter auch einige InterCitys, jedoch keine Hochgeschwindigkeitszüge der Direttissima Florenz–Rom.
Beim wenig südöstlich gelegenen, aber zur Regio Umbrien gehörenden Orte Otricoli gibt es einen kleinen Flugplatz (Aviosuperficie Ocria) für die Allgemeine Luftfahrt.

## Söhne- und Töchter der Stadt
- Filoteo Alberini (1867–1937), Ingenieur, Erfinder und Filmemacher
- Bruno Calise (1885–1965), französischer Autorennfahrer
- Ferdinando Nuzzi (1645–1717), Kardinal